# Historie of the arrivall of Edward IV
Historie of the Arrivall of Edward IV. in England and the Finall Recouerye of His Kingdomes from Henry VI. A.D. M.CCCC.LXXI es una crónica de la época de la Guerra de las Rosas. Como el título indica, el foco principal de la obra es la llegada de Eduardo IV de Inglaterra a recuperar su corona en 1471. Eduardo tuvo que escapar a Flandes el 2 de octubre de 1470, mientras enfrentaba una rebelión iniciada por Richard Neville, conde de Warwick. Warwick instaló en el trono de Inglaterra  –como un rey títere– a Enrique VI, al que previamente había ayudado a deponer. En el continente, Eduardo recibió el apoyo de Carlos el Temerario, duque de Borgoña, y el 14 de marzo de 1471 desembarcó en Ravenspurn, Yorkshire, y comenzó a hacer su camino hacia el sur. Eduardo derrotó a Warwick en la batalla de Barnet el 14 de abril. Warwick fue asesinado y se aseguró el reinado de Eduardo.
El autor de Arrivall es desconocido, pero se identifica a sí mismo como un sirviente de Eduardo IV. Por esta razón la crónica está escrita desde una óptica favorable a Eduardo, pero esto también permite al autor una perspectiva única. Afirma que experimentó de primera mano algunos de los eventos descritos y los demás los escuchó de personas estrechamente relacionadas. La obra  fue escrita poco después de los acontecimientos y por eso se considera la fuente más autorizada sobre el período, más que, por ejemplo, la Crónica de Croyland o las obras de Polidoro Virgilio. La crónica existe en dos versiones; además de la versión completa, existe también una versión oficial abreviada en francés. Esta versión fue enviada a los ciudadanos de Brujas, la ciudad donde Eduardo residió en el exilio, en agradecimiento por su hospitalidad.

## Lectura adicional
- Bruce, John (1838). Historie of the arrivall of Edward IV in England and the finall recouerye of his kingdomes from Henry VI. A.D. M.CCCC.LXXI.
- Green, Richard Firth (1981). «The Short Version of The Arrival of Edward IV». Speculum 56 (2): pp. 324–36. doi:10.2307/2846938. JSTOR 2846938.
- Thomson, J. A. F. (1971). «"The Arrival of Edward IV" - The Development of the Text». Speculum 46 (1): pp. 84–93. doi:10.2307/2855090. JSTOR 2855090.

- Datos: Q5774478